# Спероне Сперони
Спероне Сперони дельи Альваротти (итал. Sperone Speroni degli Alvarotti; Падуя, 1500—1588) — итальянский гуманист, учёный и драматург эпохи Ренессанса. Был одной из главных фигур падуанской литературной академии Accademia degli Infiammati.
Был сыном Бернардино Сперони дельи Альваротти и Лучии Контарини. В 1518 году окончил Университет Падуи и вступил в гильдию художников и врачей (Sacro Collegio). Читал в Падуи лекции по философии, прервав это занятие ради того, чтобы учиться в Болонье у Пьетро Помпонацци, но после смерти последнего вернулся в Падую.
Его литературная карьера началась с публикации «Диалогов» (Венеция, 1542). Между 1560 и 1564 г. он живёт в Риме, где становится близким другом Аннибале Каро и участвует во встречах Accademia delle Notti Vaticane. Затем он возвращается в Падую, где продолжает свои литературные занятия. Скончался там же в 1588 году.

## Произведения
- Dialogo della retorica (1542) — о риторике
- Dialogo delle dignità delle donne (1542) — о правах женщин
- Dialogo d’amore (1537, опубл. 1542) — о любви
- Dialogo delle lingue — о чрезмерном предпочтении латыни
- Canace (1546), трагедия в стихах
- Apologia (1550), аналогично
- Discorso su Dante — о Данте
- Discorso su l’Eneide — о «Энеиде»
- Discorso sul Orlando Furioso — о «Неистовом Роланде»
- Dialogo della istoria — о истории